# Montanuy
Montanuy è un comune spagnolo di 296 abitanti situato nella comunità autonoma dell'Aragona.
Fa parte di una subregione denominata Frangia d'Aragona. Lingua d'uso è, da sempre, un dialetto del catalano occidentale, il ribagorzano.